# Buljarica
Buljarica (cyr. Буљарица) – wieś w Czarnogórze, w gminie Budva. W 2011 roku liczyła 203 mieszkańców.